# Aigo
aigo（アイゴ、中国語：爱国者）は、中華人民共和国のデジタル家電メーカーの愛国者数碼科技有限公司（英文： Aigo Digital Technology Co. Ltd）のブランドである。

## 概要
1993年に北京で「北京華旗科技有限公司（Beijing Huaqi Information Digital Technology Co., Ltd.）」として設立。
主にパーソナルコンピュータの周辺機器を中心に、デジタルカメラ、ミュージックプレイヤーなどのデジタル家電の製造・販売を手がけ、中国国内ではデジタル家電ブランドとして知られ、直営店100箇所、フランチャイズによる代理店契約3000箇所などを誇る。
陶磁器で外装を包んだ「高級陶器デジカメ」や、プロジェクター機能がついたデジタルビデオカメラの製造・販売を行なった。

## 取扱商品
- プロジェクター
- ストレージ
- クラウドプレイヤー
- フィルムスキャナー
- デジタルビデオカメラ
- デジタルカメラ
- ボイスレコーダー
- 顕微鏡
- iPodなどのMP3関連機器・およびアクセサリーグッズ

## 日本での展開
- 2011年5月、日本の電気通信事業会社・フリービットとその子会社のデジタル家電メーカーであるエグゼモードが当社と日本での総販売代理店契約を結び、aigoブランドの日本での販売展開を開始することになった[2]。
- これ以前からもaigoとフリービットでは中国での業務提携をするための合弁会社を展開してきたが、今回の総販売代理店契約の締結により、フリービットの子会社であるエグゼモードがその販売ブランドの資源をaigoに集中することとした。
- 現在はエグゼモードを2012年に吸収合併したフリービット傘下のドリーム・トレイン・インターネットが販売を継続している。